# Ike Opara
Ike Opara, właśc. Ikenna Opara (ur. 21 lutego 1989 w Durham) – amerykański piłkarz grający na pozycji obrońcy.

## Początki
Opara uczęszczał do Wake Forest University, gdzie grał w uniwersyteckiej drużynie Wake Forest Demon Deacons. Przez dwa lata wystąpił w 65 meczach, zdobył 9 goli i zaliczył 3 asysty. Ma za sobą występy w turnieju NCAA College Cup. Zaliczył też kilka meczów w zespole Cary RailHawks U23s.

## Kariera klubowa
Opara za pośrednictwem MLS SuperDraft 2010 (w drafcie tym zajął 3. miejsce) dostał się do pierwszej drużyny grającego w Major League Soccer San Jose Earthquakes. W zespole tym zadebiutował 27 marca 2010 w meczu z Real Salt Lake (0:3). Rozegrał wtedy na boisku pełne 90 minut. Swoją pierwszą bramkę w MLS strzelił kilka dni później, 10 kwietnia 2010 w ligowym meczu z Chicago Fire (2:1). Był to gol na wagę zwycięstwa Earthquakes w tym spotkaniu. W 2013 roku przeszedł do klubu Sporting Kansas City.

## Kariera reprezentacyjna
Ike Opara rozegrał 3 spotkania w reprezentacji Stanów Zjednoczonych U-20 (wszystkie na MŚ U-20 w Egipcie) – z Koreą Południową, Niemcami i Kamerunem.